# الجبهة البلطيقية الثانية
الجبهة البلطيقية الثانية (بالروسية: 2-й Прибалтийский фронт)‏ كانت تشكيلًا رئيسيًا للجيش الأحمر خلال الحرب العالمية الثانية.

## تاريخ
تأسست جبهة البلطيق الثانية في 20 أكتوبر 1943 نتيجة لإعادة تسمية جبهة البلطيق، والتي كانت بدورها خليفة لجبهة بريانسك قبل 10 أيام.
من 1 إلى 21 نوفمبر 1943، شارك الجناح الأيسر للجبهة في هجوم بولوتسك - فيتيبسك. وفي شهري يناير وفبراير، شاركت الجبهة في هجوم لينينغراد-نوفغورود عام 1944. خلال هجوم ستارايا روسا نوفورزيف، وصلت قوات الجبهة إلى أوستروف وبوشكينسكي جوري وإدريتسا. في يوليو 1944، نفذت هجوم ريجيتسا-دفينسك وتقدمت الجبهة مسافة 200 كيلومتر إلى الغرب. في أغسطس، نفذت هجوم مادونا، حيث تقدمت مسافة 60-70 كيلومترًا أخرى على طول الشاطئ الشمالي لنهر دفينا واستولت على مدينة مادونا، وهي تقاطع رئيسي للسكك الحديدية والطرق السريعة.
في سبتمبر وأكتوبر 1944، أثناء هجوم البلطيق، شاركت القوات الأمامية في عملية ريغا وبحلول 22 أكتوبر وصلت إلى بحر البلطيق بالقرب من نهر ميميل، وحاصرت مع قوات جبهة البلطيق الأولى مجموعة الجيش الألماني الشمالية في جيب كورلاند. وبعد ذلك، وحتى أبريل 1945، واصلت الحصار وقاتلت من أجل تدمير مجموعة جيوش كورلاند.
في 1 أبريل 1945، حُلت الجبهة ونقلت قواتها إلى جبهة لينينغراد.

## القوات
في الأول من أكتوبر 1944، تألفت الجبهة البلطيقية الثانية من:
- جيش الصدمة الثالث
  - فيلق البندقية رقم 79
    - فرقة البندقية رقم 150
    - فرقة البندقية رقم 171
    - فرقة البندقية رقم 207

  - فيلق البندقية رقم 100
    - فرقة الحرس البندقية رقم 21
    - فرقة البندقية الثامنة والعشرون
    - فرقة البندقية رقم 200
- جيش الحرس العاشر
  - فيلق الحرس السابع للبنادق
    - الفرقة السابعة للبندقية
    - الفرقة الثامنة للبندقية
    - فرقة بنادق الحرس رقم 119

  - فيلق بنادق الحرس الخامس عشر (فرق بنادق الحرس 29 و30 و85)
  - فيلق الحرس التاسع عشر للبنادق (فرق بنادق الحرس 22 و56 و65)
  - لواء الدبابات 78
- الجيش الثاني والعشرون
  - فيلق البنادق رقم 93 (فرق البنادق 219 و379 و391)
  - فيلق البنادق رقم 130 ( فرقة البنادق الحرسية رقم 43، فرقة البنادق رقم 308)
  - فرقة البندقية السابعة والثلاثين
- الجيش الثاني والأربعون
  - فيلق البندقية رقم 110
  - فيلق البنادق 124 ( فرق البنادق 48 و123 و256)
- الجيش الجوي الخامس عشر
  - فيلق الطيران المقاتل الرابع عشر (أفواج طيران القتال 4، 148، 293)
  - فرقة الطيران القاذفة رقم 188
  - فرقة الطيران الهجومية 214
  - فرقة الطيران الهجومية 225
  - فرقة الطيران المقاتلة القاذفة رقم 284
  - فرقة الطيران المقاتلة القاذفة رقم 313
- الاحتياطي الأمامي
  - فيلق الدبابات الخامس

## القادة
- الفريق أول ماركيان بوبوف (أكتوبر 1943 إلى أبريل 1944)
- جنرال الجيش أندريه يريومينكو (أبريل 1944 إلى فبراير 1945)
- المارشال ليونيد غوفوروف (أبريل 1944 إلى مارس1944)